# Campeonato Nacional de Rodeo de 1988
El cuadragésimo Campeonato Nacional de Rodeo se realizó entre el 8 y el 10 de abril de 1988 en Rancagua, Chile. El Campeonato Nacional es la máxima cita del rodeo chileno y es un acontecimiento muy popular que fue transmitido a todo el país por las pantallas de Televisión Nacional de Chile.
Los campeones fueron Carlos Mondaca y Juan Carlos Loaiza, quienes retuvieron el título montando a "Rico Raco" y "Papayero". Fueron campeones con récord nacional, con 35 puntos, rompiendo el récord vigente desde 1968.
Este es el primer campeonato donde las colleras para participar en el campeonato nacional, son elegidas a través de rodeos clasificatorios,  realizando en total, tres rodeos (clasificatorios sur, centro y norte). En esta oportunidad los rodeos clasificatorios fueron disputados en las medialunas de La Unión (clasificatorio sur), Talca (clasificatorio centro) y Vallenar (clasificatorio norte).

## Desarrollo
El campeonato se realizó con la medialuna colmada de público que llegaban de distintas zonas de Chile. Había más de 9.000 personas, a pesar de que la antigua Medialuna de Rancagua tenía capacidad para 8.000 personas. Se encontraban cerca de 2.000 personas afuera de la medialuna, incluso algunas tenía los boletos, pero no pudieron ingresar. 
Las expresiones de hacía años que no veía así la medialuna de los adictos y entendidos, coincidieron con la reflexión de aquellos otros neófitos y hasta simples curiosos que les produjo asombro ver esa multitud con tan alto contenido emocional. El espectáculo ayudó mucho. La disposición positiva del trío de jurados - Carlos Pinochet, Enrique Nang y Sergio Romo - permitió que los jinetes se sintiesen impulsados a poner grande porque sabían que les pagarían de acuerdo a su esfuerzo. Se dio una mayoría de primeras atajadas y la alta cantidad de cuatro puntos fue lo que puso la pimienta y encendió el ambiente en la medialuna.
Carlos Mondaca y Juan Carlos Loaiza obtuvieron su segundo título consecutivo montando a "Rico Raco" y "Papayero", pero esta vez con un récord de puntaje para ese entonces: 35 puntos, se rompía entonces el récord de puntaje vigente desde 1968 de Ramón Cardemil y Ruperto Valderrama que era de 29 puntos.
Carlos Mondaca Corvalán y Juan Carlos Loaiza Mac-Leod retuvieron el título gracias a tres causas bien específicas: la excelente preparación con que llegaron los caballos, llevados en un proceso seguro para que la curva de mayor rendimiento los sorprendiera precisamente en el Campeonato Nacional; la calidad innata de los potros que, por su solidez, por pegada, postura y velocidad, eran muy eficientes; y finalmente la preparación de los jinetes.
En este campeonato de batieron cuatro récordsː
1. Con 35 puntos los campeones batieron el récord nacional vigente desde 1968.
2. Los subcampeones de esta versión también superaron la marca establecida en 1968.
3. Mondaca y Loaiza superaron el récord de rodeos oficialesː 33 puntos anotados por Ramón Cardemil y Ruperto Valderrama, en "Percala" y "Pelotera", en Talca, en 1969.
4. Fue la primera vez que una collera ganaba dos veces consecutivas el título, montando los mismos caballos.[6]

## Resultados

### Serie de campeones
| Cuarto Animal 1988 | Cuarto Animal 1988                           | Cuarto Animal 1988         | Cuarto Animal 1988 | Cuarto Animal 1988 |
| ------------------ | -------------------------------------------- | -------------------------- | ------------------ | ------------------ |
| Lugar              | Jinetes                                      | Caballos                   | Asociación         | Puntaje            |
| 1º                 | Carlos Mondaca y Juan Carlos Loaiza          | "Rico Raco" y "Papayero"   | Valdivia           | 35                 |
| 2º                 | Benjamín García-Huidobro y Miguel Lamoliatte | "Taponazo" y "Trago Largo" | Valparaíso         | 31                 |
| 3º                 | Manuel Angulo y Santiago Angulo              | "Entallado" y "Sonriente"  | Osorno             | 28                 |
| 4º                 | Samuel Parot y Vicente Yáñez                 | "Lonquimay" y "Onofre"     | O'Higgins          | 22                 |
| 5º                 | Ramón Cardemil y Guillermo Barra             | "Bellaco" y "Esquinazo"    | Curicó             | 22                 |

- Movimiento de la rienda: José Manuel Rey en "Bandolero" (58 puntos).
- Sello de raza: "Que Chica", de Samuel Parot.

## Clasificatorios
- La Unión: Sergio Rikli y Checho Guzmán en "Baulaque" y "Esquinazo" (Biobío), 30 puntos.[7]
- Talca: Eduardo Tamayo y Ricardo de la Fuente en "Ojalatero" y "Aguacero" (Osorno), 24 puntos.[8]
- Vallenar: Mario Tamayo y Samuel Parot en "Que Chica" y "Perica" (O'Higgins), 22 puntos.[9]

## Cuadro de honor temporada 1987-1988

### Jinetes
- 1.º Juan Carlos Loaiza[10]
- 2.º Carlos Mondaca
- 3.º Eduardo Tamayo
- 4.º Vicente Yáñez
- 5.º Guillermo Barra
- 6.º Luis Morales
- 7.º Miguel Lamoliatte
- 8.º Santiago Angulo
- 9.º Ricardo de la Fuente
- 10.º Samuel Parot

### Caballos
- 1.º Entallado
- 2.º Sonriente
- 3.º Consejero
- 4.º Pensamiento
- 5.º Salteador II
- 6.º Catete
- 7.º Charrango
- 8.º Latigazo
- 9.º Campero
- 10.º Ajiaco

### Yeguas
- 1.º Barquilla
- 2.º Que Chica
- 3.º Raquelita
- 4.º La Bamba
- 5.º Perica
- 6.º Esquiva
- 7.º Chasquilla
- 8.º Que Luna
- 9.º Lagrimilla
- 10.º Marilú

### Potros
- 1.º Papayero
- 2.º Rico Raco
- 3.º Taponazo
- 4.º Trago Largo
- 5.º Reservado
- 6.º El Lechón
- 7.º Lonquimay
- 8.º Manolo
- 9.º Refilon
- 10.º Onofre